# 四氰合镍(0)酸钾
四氰合镍(0)酸钾是一种无机化合物，化学式为K4[Ni(CN)4]。它是第一个制得的0价过渡金属氰配合物。

## 制备
在液氨中，用金属钾还原四氰合镍(II)酸钾可以得到四氰合镍(0)酸钾。

## 化学性质
四氰合镍(0)酸钾在水中放出氢气：
2 K4[Ni(CN)4]+ 2 H2O → 2 K2[Ni(CN)3] + 2 KCN + 2 KOH + H2↑
四氰合镍(0)酸钾可以和三苯基锑反应：
K4[Ni(CN)4] + 4 (C6H5)3Sb → Ni[Sb(C6H5)3]4 + 4 KCN